# 24 Heures de Daytona 2009
Navigation
Édition précédente Édition suivante
Les 24 Heures de Daytona 2009 (Rolex 24 At Daytona 2009), disputées les 24 janvier 2009 et 25 janvier 2009 sur le Daytona International Speedway, sont la quarante-septième édition de cette épreuve, la quarante-troisième sur un format de vingt-quatre heures, et la première manche des Rolex Sports Car Series 2009. Elle est remportée par la Riley Mk.XX-Porsche no 58 de l'écurie Brumos Racing.

## Classement de la course
Classement à l'issue de la course (vainqueurs de catégorie en gras), :

### Classés
| Pos.   | Catégorie | N° | Écurie                                 | Pilotes                                                                                  | Châssis/Moteur         | Tours/Abandon |
| ------ | --------- | -- | -------------------------------------- | ---------------------------------------------------------------------------------------- | ---------------------- | ------------- |
| 1      | DP        | 58 | Brumos Racing                          | Darren Law David Donohue Buddy Rice Antonio García                                       | Riley Mk. XI           | 735           |
| 1      | DP        | 58 | Brumos Racing                          | Darren Law David Donohue Buddy Rice Antonio García                                       | Porsche 3.99L Flat-6   | 735           |
| 2      | DP        | 01 | Chip Ganassi Racing with Felix Sabates | Scott Pruett Memo Rojas Juan Pablo Montoya                                               | Riley Mk. XX           | 735           |
| 2      | DP        | 01 | Chip Ganassi Racing with Felix Sabates | Scott Pruett Memo Rojas Juan Pablo Montoya                                               | Lexus 5.0L V8          | 735           |
| 3      | DP        | 59 | Brumos Racing                          | J. C. France João Barbosa Terry Borcheller Hurley Haywood                                | Riley Mk. XI           | 735           |
| 3      | DP        | 59 | Brumos Racing                          | J. C. France João Barbosa Terry Borcheller Hurley Haywood                                | Porsche 3.99L Flat-6   | 735           |
| 4      | DP        | 10 | SunTrust Racing                        | Wayne Taylor Max Angelelli Brian Frisselle Pedro Lamy                                    | Dallara DP01           | 735           |
| 4      | DP        | 10 | SunTrust Racing                        | Wayne Taylor Max Angelelli Brian Frisselle Pedro Lamy                                    | Ford 5.0L V8           | 735           |
| 5      | DP        | 02 | Chip Ganassi Racing with Felix Sabates | Scott Dixon Dario Franchitti Alex Lloyd                                                  | Riley Mk. XI           | 731           |
| 5      | DP        | 02 | Chip Ganassi Racing with Felix Sabates | Scott Dixon Dario Franchitti Alex Lloyd                                                  | Lexus 5.0L V8          | 731           |
| 6      | DP        | 16 | Penske Racing                          | Romain Dumas Timo Bernhard Ryan Briscoe                                                  | Riley Mk. XX           | 717           |
| 6      | DP        | 16 | Penske Racing                          | Romain Dumas Timo Bernhard Ryan Briscoe                                                  | Porsche 3.99L Flat-6   | 717           |
| 7      | DP        | 99 | GAINSCO/Bob Stallings Racing           | Jon Fogarty Alex Gurney Jimmy Vasser Jimmie Johnson                                      | Riley Mk. XX           | 714           |
| 7      | DP        | 99 | GAINSCO/Bob Stallings Racing           | Jon Fogarty Alex Gurney Jimmy Vasser Jimmie Johnson                                      | Pontiac 5.0L V8        | 714           |
| 8      | DP        | 2  | Childress-Howard Motorsports           | Andy Wallace Rob Finlay Danica Patrick Casey Mears                                       | Crawford DP08          | 702           |
| 8      | DP        | 2  | Childress-Howard Motorsports           | Andy Wallace Rob Finlay Danica Patrick Casey Mears                                       | Pontiac 5.0L V8        | 702           |
| 9      | GT        | 67 | The Racer's Group                      | Justin Marks Andy Lally R. J. Valentine Jörg Bergmeister Patrick Long                    | Porsche 997 GT3 Cup    | 695           |
| 9      | GT        | 67 | The Racer's Group                      | Justin Marks Andy Lally R. J. Valentine Jörg Bergmeister Patrick Long                    | Porsche 3.6L Flat-6    | 695           |
| 10     | GT        | 66 | The Racer's Group                      | Ted Ballou Spencer Pumpelly Tim George, Jr. Emmanuel Collard Richard Lietz               | Porsche 997 GT3 Cup    | 694           |
| 10     | GT        | 66 | The Racer's Group                      | Ted Ballou Spencer Pumpelly Tim George, Jr. Emmanuel Collard Richard Lietz               | Porsche 3.6L Flat-6    | 694           |
| 11     | GT        | 33 | Wright Motorsports                     | Phillip Martien B. J. Zacharias Sascha Maassen Patrick Pilet                             | Porsche 997 GT3 Cup    | 691           |
| 11     | GT        | 33 | Wright Motorsports                     | Phillip Martien B. J. Zacharias Sascha Maassen Patrick Pilet                             | Porsche 3.6L Flat-6    | 691           |
| 12     | GT        | 07 | Banner Racing                          | Paul Edwards Kelly Collins Jan Magnussen                                                 | Pontiac GXP.R          | 689           |
| 12     | GT        | 07 | Banner Racing                          | Paul Edwards Kelly Collins Jan Magnussen                                                 | Pontiac 6.0L V8        | 689           |
| 13     | GT        | 86 | Farnbacher-Loles Racing                | Dominik Farnbacher Eric Lux Matthew Marsh Kevin Roush                                    | Porsche 997 GT3 Cup    | 688           |
| 13     | GT        | 86 | Farnbacher-Loles Racing                | Dominik Farnbacher Eric Lux Matthew Marsh Kevin Roush                                    | Porsche 3.6L Flat-6    | 688           |
| 14     | GT        | 57 | Stevenson Motorsports                  | Robin Liddell Andrew Davis Jeff Bucknum                                                  | Pontiac GXP.R          | 684           |
| 14     | GT        | 57 | Stevenson Motorsports                  | Robin Liddell Andrew Davis Jeff Bucknum                                                  | Pontiac 6.0L V8        | 684           |
| 15     | GT        | 88 | Farnbacher-Loles Racing                | Steve Johnson Dave Lacey Robert Nearn Richard Westbrook James Sofronas                   | Porsche 997 GT3 Cup    | 680           |
| 15     | GT        | 88 | Farnbacher-Loles Racing                | Steve Johnson Dave Lacey Robert Nearn Richard Westbrook James Sofronas                   | Porsche 3.6L Flat-6    | 680           |
| 16     | GT        | 87 | Farnbacher-Loles Racing                | Leh Keen Dirk Werner Wolf Henzler Richard Westbrook                                      | Porsche 997 GT3 Cup    | 676           |
| 16     | GT        | 87 | Farnbacher-Loles Racing                | Leh Keen Dirk Werner Wolf Henzler Richard Westbrook                                      | Porsche 3.6L Flat-6    | 676           |
| 17     | GT        | 69 | SpeedSource                            | Emil Assentato Jeff Segal Nick Longhi Matt Plumb                                         | Mazda RX-8 GT          | 675           |
| 17     | GT        | 69 | SpeedSource                            | Emil Assentato Jeff Segal Nick Longhi Matt Plumb                                         | Mazda 2.0L 3-Rotor     | 675           |
| 18     | GT        | 26 | Gotham Competition                     | Jerome Jacalone Joe Jacalone Randy Pobst Gerardo Bonilla Shane Lewis                     | Porsche 997 GT3 Cup    | 675           |
| 18     | GT        | 26 | Gotham Competition                     | Jerome Jacalone Joe Jacalone Randy Pobst Gerardo Bonilla Shane Lewis                     | Porsche 3.6L Flat-6    | 675           |
| 19     | DP        | 55 | Level 5 Motorsports                    | Scott Tucker Ed Zabinski Christophe Bouchut Raphael Matos                                | Riley Mk. XX           | 665           |
| 19     | DP        | 55 | Level 5 Motorsports                    | Scott Tucker Ed Zabinski Christophe Bouchut Raphael Matos                                | BMW 5.0L V8            | 665           |
| 20     | DP        | 13 | Beyer Racing                           | Ricky Taylor Jared Beyer David Martínez Jordan Taylor                                    | Riley Mk. XI           | 662           |
| 20     | DP        | 13 | Beyer Racing                           | Ricky Taylor Jared Beyer David Martínez Jordan Taylor                                    | Pontiac 5.0L V8        | 662           |
| 21     | GT        | 32 | PR1 Motorsports                        | Mike Forest Thomas Merrill Al Salvo Jeff Westphal                                        | Pontiac GXP.R          | 656           |
| 21     | GT        | 32 | PR1 Motorsports                        | Mike Forest Thomas Merrill Al Salvo Jeff Westphal                                        | Pontiac 6.0L V8        | 656           |
| 22     | GT        | 97 | Stevenson Motorsports                  | James Gue Tom Long Ryan Eversley Galen Bieker                                            | Chevrolet Corvette C6  | 650           |
| 22     | GT        | 97 | Stevenson Motorsports                  | James Gue Tom Long Ryan Eversley Galen Bieker                                            | Chevrolet 5.7L V8      | 650           |
| 23     | DP        | 09 | Spirit of Daytona Racing               | Guy Cosmo Scott Russell Jason Pridmore Jeff Ward                                         | Coyote CC/08           | 649           |
| 23     | DP        | 09 | Spirit of Daytona Racing               | Guy Cosmo Scott Russell Jason Pridmore Jeff Ward                                         | Porsche 5.0L V8        | 649           |
| 24     | GT        | 30 | Racers Edge Motorsports                | Dion von Moltke Bryan Sellers Doug Peterson Dane Cameron                                 | Mazda RX-8 GT          | 647           |
| 24     | GT        | 30 | Racers Edge Motorsports                | Dion von Moltke Bryan Sellers Doug Peterson Dane Cameron                                 | Mazda 2.0L 3-Rotor     | 647           |
| 25     | GT        | 68 | The Racer's Group                      | José Gutierrez Chris Pallis Steve Miller Scott Schroeder Duncan Ende                     | Porsche 997 GT3 Cup    | 625           |
| 25     | GT        | 68 | The Racer's Group                      | José Gutierrez Chris Pallis Steve Miller Scott Schroeder Duncan Ende                     | Porsche 3.6L Flat-6    | 625           |
| 26     | GT        | 89 | Farnbacher-Loles Racing                | Gabrio Rosa Pierre Kaffer Giacomo Petrobelli Allan Simonsen Giorgio Rosa                 | Porsche 997 GT3 Cup    | 622           |
| 26     | GT        | 89 | Farnbacher-Loles Racing                | Gabrio Rosa Pierre Kaffer Giacomo Petrobelli Allan Simonsen Giorgio Rosa                 | Porsche 3.6L Flat-6    | 622           |
| 27     | GT        | 85 | Farnbacher-Loles Racing                | Michael Gomez Daniel Graff Wolf Henzler Ron Jarab, Jr. Richard Campollo                  | Porsche 997 GT3 Cup    | 604           |
| 27     | GT        | 85 | Farnbacher-Loles Racing                | Michael Gomez Daniel Graff Wolf Henzler Ron Jarab, Jr. Richard Campollo                  | Porsche 3.6L Flat-6    | 604           |
| 28     | GT        | 70 | SpeedSource                            | David Haskell Sylvain Tremblay Nick Ham Jonathan Bomarito                                | Mazda RX-8 GT          | 591           |
| 28     | GT        | 70 | SpeedSource                            | David Haskell Sylvain Tremblay Nick Ham Jonathan Bomarito                                | Mazda 2.0L 3-Rotor     | 591           |
| 29     | GT        | 63 | The Racer's Group                      | David Quinlan Bruce Ledoux III Dan Watkins Steve Zadig Kurt Kossmann                     | Porsche 997 GT3 Cup    | 572           |
| 29     | GT        | 63 | The Racer's Group                      | David Quinlan Bruce Ledoux III Dan Watkins Steve Zadig Kurt Kossmann                     | Porsche 3.6L Flat-6    | 572           |
| 30     | GT        | 44 | Bullet Racing                          | Ross Bentley Keith Carter Daniel Herrington Glenn Nixon                                  | Porsche 997 GT3 Cup    | 519           |
| 30     | GT        | 44 | Bullet Racing                          | Ross Bentley Keith Carter Daniel Herrington Glenn Nixon                                  | Porsche 3.6L Flat-6    | 519           |
| 31 DNF | DP        | 77 | Doran Racing                           | Memo Gidley Brad Jaeger Fabrizio Gollin Matteo Bobbi                                     | Dallara DP01           | 504           |
| 31 DNF | DP        | 77 | Doran Racing                           | Memo Gidley Brad Jaeger Fabrizio Gollin Matteo Bobbi                                     | Ford 5.0L V8           | 504           |
| 32 DNF | GT        | 35 | Orbit Racing                           | Lawson Aschenbach Emilio Valverde Lance Willsey Omar Rodriguez Hiram Cruz                | Porsche 997 GT3 Cup    | 454           |
| 32 DNF | GT        | 35 | Orbit Racing                           | Lawson Aschenbach Emilio Valverde Lance Willsey Omar Rodriguez Hiram Cruz                | Porsche 3.6L Flat-6    | 454           |
| 33 DNF | GT        | 65 | Riegel/Stanton/The Racer's Group       | Craig Stanton John Potter Bryce Miller Marco Holzer                                      | Porsche 997 GT3 Cup    | 379           |
| 33 DNF | GT        | 65 | Riegel/Stanton/The Racer's Group       | Craig Stanton John Potter Bryce Miller Marco Holzer                                      | Porsche 3.6L Flat-6    | 379           |
| 34 DNF | DP        | 75 | Krohn Racing                           | Tracy Krohn Eric van de Poele Oliver Gavin                                               | Proto-Auto Lola B08/70 | 374           |
| 34 DNF | DP        | 75 | Krohn Racing                           | Tracy Krohn Eric van de Poele Oliver Gavin                                               | Pontiac 5.0L V8        | 374           |
| 35 DNF | GT        | 40 | Dempsey Racing                         | Joe Foster Patrick Dempsey Charles Espenlaub Tim Lewis, Jr. Jep Thornton                 | Mazda RX-8 GT          | 343           |
| 35 DNF | GT        | 40 | Dempsey Racing                         | Joe Foster Patrick Dempsey Charles Espenlaub Tim Lewis, Jr. Jep Thornton                 | Mazda 2.0L 3-Rotor     | 343           |
| 36 DNF | GT        | 56 | Mastercar-Coast 2 Costa Racing         | Luca Drudi César Campaniço Max Papis Nathan Swartzbaugh                                  | Ferrari F430 Challenge | 324           |
| 36 DNF | GT        | 56 | Mastercar-Coast 2 Costa Racing         | Luca Drudi César Campaniço Max Papis Nathan Swartzbaugh                                  | Ferrari 4.3L V8        | 324           |
| 37 DNF | GT        | 21 | Battery Tender/MCM Racing              | Jason Daskalos Pepe Montaño Diego Alessi Jason Vinkemulder                               | Pontiac GTO.R          | 321           |
| 37 DNF | GT        | 21 | Battery Tender/MCM Racing              | Jason Daskalos Pepe Montaño Diego Alessi Jason Vinkemulder                               | Pontiac 6.0L V8        | 321           |
| 38 DNF | DP        | 61 | AIM Autosport                          | Burt Frisselle Mark Wilkins (en) John Farano Alex Figge (en)                             | Riley Mk. XX           | 301           |
| 38 DNF | DP        | 61 | AIM Autosport                          | Burt Frisselle Mark Wilkins (en) John Farano Alex Figge (en)                             | Ford 5.0L V8           | 301           |
| 39 DNF | DP        | 22 | Alegra Motorsports                     | Carlos de Quesada Ryan Dalziel Tomáš Enge Chapman Ducote                                 | Riley Mk. XI           | 292           |
| 39 DNF | DP        | 22 | Alegra Motorsports                     | Carlos de Quesada Ryan Dalziel Tomáš Enge Chapman Ducote                                 | BMW 5.0L V8            | 292           |
| 40 DNF | GT        | 52 | Mastercar-Coast 2 Costa Racing         | Joe Castellano Constantino Bertuzzi Luca Pirri Ardizzone Christian Montanari Cort Wagner | Ferrari F430 Challenge | 292           |
| 40 DNF | GT        | 52 | Mastercar-Coast 2 Costa Racing         | Joe Castellano Constantino Bertuzzi Luca Pirri Ardizzone Christian Montanari Cort Wagner | Ferrari 4.3L V8        | 292           |
| 41 DNF | DP        | 60 | Michael Shank Racing                   | Mark Patterson Oswaldo Negri Jr. Ryan Hunter-Reay Colin Braun                            | Riley Mk. XX           | 262           |
| 41 DNF | DP        | 60 | Michael Shank Racing                   | Mark Patterson Oswaldo Negri Jr. Ryan Hunter-Reay Colin Braun                            | Ford 5.0L V8           | 262           |
| 42 DNF | GT        | 14 | Autometric Motorsports                 | Claudio Burtin Jack Baldwin Mac McGehee Cory Friedman Martin Ragginger                   | Porsche 997 GT3 Cup    | 259           |
| 42 DNF | GT        | 14 | Autometric Motorsports                 | Claudio Burtin Jack Baldwin Mac McGehee Cory Friedman Martin Ragginger                   | Porsche 3.6L Flat-6    | 259           |
| 43 DNF | GT        | 31 | Battery Tender/MCM Racing              | Jim Michaelian Bob Michaelian Romeo Kapudija John McMullen, Jr. John Lewis               | Porsche 997 GT3 Cup    | 245           |
| 43 DNF | GT        | 31 | Battery Tender/MCM Racing              | Jim Michaelian Bob Michaelian Romeo Kapudija John McMullen, Jr. John Lewis               | Porsche 3.6L Flat-6    | 245           |
| 44 DNF | DP        | 45 | Orbit Racing                           | Darren Manning Bill Lester Leo Hindery Kyle Petty                                        | Riley Mk. XI           | 216           |
| 44 DNF | DP        | 45 | Orbit Racing                           | Darren Manning Bill Lester Leo Hindery Kyle Petty                                        | BMW 5.0L V8            | 216           |
| 45 DNF | GT        | 64 | JLowe Racing                           | Jim Lowe Jim Pace Johannes van Overbeek Tim Sugden                                       | Porsche 997 GT3 Cup    | 201           |
| 45 DNF | GT        | 64 | JLowe Racing                           | Jim Lowe Jim Pace Johannes van Overbeek Tim Sugden                                       | Porsche 3.6L Flat-6    | 201           |
| 46 DNF | DP        | 76 | Krohn Racing                           | Niclas Jönsson Ricardo Zonta Darren Turner                                               | Proto-Auto Lola B08/70 | 159           |
| 46 DNF | DP        | 76 | Krohn Racing                           | Niclas Jönsson Ricardo Zonta Darren Turner                                               | Pontiac 5.0L V8        | 159           |
| 47 DNF | DP        | 6  | Michael Shank Racing                   | Michael Valiante Ian James A. J. Allmendinger John Pew                                   | Riley Mk. XX           | 153           |
| 47 DNF | DP        | 6  | Michael Shank Racing                   | Michael Valiante Ian James A. J. Allmendinger John Pew                                   | Ford 5.0L V8           | 153           |
| 48 DNF | GT        | 15 | Blackforest Motorsports                | Boris Said Owen Kelly Paul Morris Tom Nastasi                                            | Ford Mustang FR500     | 52            |
| 48 DNF | GT        | 15 | Blackforest Motorsports                | Boris Said Owen Kelly Paul Morris Tom Nastasi                                            | Ford 5.0L V8           | 52            |
| 49 DNF | GT        | 42 | Team Sahlen                            | Wayne Nonnamaker Joe Nonnamaker Will Nonnamaker Joe Sahlen                               | Chevrolet Corvette C6  | 24            |
| 49 DNF | GT        | 42 | Team Sahlen                            | Wayne Nonnamaker Joe Nonnamaker Will Nonnamaker Joe Sahlen                               | Chevrolet 5.7L V8      | 24            |
| DNS    | GT        | 34 | Orbit Racing                           | Lawson Aschenbach Hiram Cruz Omar Rodriguez Emilio Valverde Lance Willsey                | Porsche 997 GT3 Cup    | –             |
| DNS    | GT        | 34 | Orbit Racing                           | Lawson Aschenbach Hiram Cruz Omar Rodriguez Emilio Valverde Lance Willsey                | Porsche 3.6L Flat-6    | –             |
| DNS    | GT        | 43 | Team Sahlen                            | Joe Nonnamaker Wayne Nonnamaker Will Nonnamaker Joe Sahlen                               | Chevrolet Corvette C6  | –             |
| DNS    | GT        | 43 | Team Sahlen                            | Joe Nonnamaker Wayne Nonnamaker Will Nonnamaker Joe Sahlen                               | Chevrolet 5.7L V8      | –             |
| DNS    | DP        | 7  | Penske Racing                          | Timo Bernhard Ryan Briscoe                                                               | Riley Mk. XX           | –             |
| DNS    | DP        | 7  | Penske Racing                          | Timo Bernhard Ryan Briscoe                                                               | Porsche 3.99L Flat-6   | –             |